# 沼田インターチェンジ (群馬県)
沼田インターチェンジ（ぬまたインターチェンジ）は、群馬県沼田市桜町にある、関越自動車道のインターチェンジ。

## 道路
- E17 関越自動車道（13番）
- 国道120号（国道401号・群馬県道1号重複）

## 料金所
- ブース数：8

### 入口
- ブース数：3
  - ETC専用：2
  - 一般：1

### 出口
- ブース数：5
  - ETC専用：2
  - 一般：3

## 周辺
- ファミリーマート沼田インター店
- 国道120号
- 水資源機構沼田総合管理所
- 群馬県警察高速道路交通警察隊沼田分駐隊
- 沼田警察署
- ヤマダデンキテックランド沼田店
- ベイシア沼田モール
- 旅籠屋沼田店
- 群馬県道64号平川横塚線
- 国道17号
- 国道291号
- 沼田市役所
- 沼田駅
- スキー場 尾瀬・丸沼・玉原方面

## 隣
E17 関越自動車道
(12-2)昭和IC - (13)沼田IC - (14)月夜野IC

## 沼田ダム計画とインターチェンジ
沼田インターチェンジは、市内中心部から外れた河岸段丘上部に位置する。この場所は1970年代まで検討されていた沼田ダム計画の湛水地から外れた場所となっている。